# Красная Горка (Харовский район)
Красная Горка — деревня в Харовском районе Вологодской области.
Входит в состав Кубенского сельского поселения.
С 1 января 2006 года по 8 апреля 2009 года входила в Шевницкое сельское поселение, с 8 апреля 2009 года по 28 апреля 2015 года — в Разинское сельского поселения.
Расстояние до районного центра Харовска по автодороге — 38,4 км.

## Население
По данным переписи в 2002 году постоянного населения не было.
| 2010 |
| ---- |
| 6    |